# Sinemoreț, Burgas
Sinemoreț (în bulgară Синеморец) este un sat în comuna Țarevo, regiunea Burgas,  Bulgaria. 

## Demografie
Componența etnică a satului Sinemoreț
     Bulgari (87,42%)
     Romi (9,64%)
     Nicio identificare (2,92%)
     Altele (0%)
La recensământul din 2011, populația satului Sinemoreț era de 342 locuitori. Din punct de vedere etnic, majoritatea locuitorilor (87,42%) erau bulgari, cu o minoritate de romi (9,64%). Pentru 2,92% din locuitori nu este cunoscută apartenența etnică.